# Michael Gira
Michael Rolfe Gira (19 de febrero de 1954) es un cantautor, multinstrumentista, autor y artista estadounidense. Es el componente principal del grupo musical de la ciudad de Nueva York Swans y ha estado al frente de la banda Angels of Light. También es el fundador del sello discográfico Young God Records.

## Biografía

### Primeros años
Michael Rolfe Gira nació el 19 de febrero de 1954 en Los Ángeles, California, hijo de Alice (nacida Shulte), originaria de Iowa, y Robert Pierre Gira. Su madre era alcohólica, y Gira pasó gran parte de su infancia cuidando de su hermano menor. Gira ha comentado que sus padres "no estaban mucho" durante esta época de su vida.
Durante su adolescencia Gira fue arrestado varias veces por delitos menores en California. Ante la posibilidad de ser internado en un centro de menores se trasladó con su padre a Alemania tras una corta estancia en South Bend, Indiana. Mientras estaba en Alemania, Gira se escapó de casa e hizo autostop por Europa, vivió en Israel durante un año y pasó cuatro meses y medio en una cárcel de adultos en Jerusalén por vender hachís. Cumplió los 16 años durante su estancia en la cárcel.
Tras su vuelta a California cuando estaba cerca de cumplir los diecisiete años Gira trabajó en una panadería en Redondo Beach Pier, completó el GED (General Educational Development, un test que certifica el nivel para acceder a la educación secundaria en Estados Unidos y Canadá), fue a la universidad comunitaria (una etapa educativa de dos años que equivaldría aproximadamente a los ciclos de formación profesional en el sistema español), y luego asistió al Otis College of Art and Design en Los Ángeles. Se mudó a Nueva York en 1979, donde tocó en una banda llamada Circus Mort antes de formar la banda Swans. En Manhattan Gira encontró empleo como obrero de la construcción, dedicándose a la demolición, instalación de chapas y enlucido.

### Swans
Inicialmente Swans se caracterizaron por la crudeza de sus ritmos y por las texturas abrasivas, así como por su renuncia a la melodía. Se hicieron conocidos por su sonido experimental y posindustrial. Pese a haber alcanzado el reconocimiento de la crítica y de un fiel grupo de seguidores su éxito comercial fue bastante reducido.
La formación y el sonido de la banda evolucionaron con el tiempo de forma que su música fue volviéndose algo más convencional. En 1985, con la inclusión del compañero de Gira, Jarboe (voz y sintetizadores), se produjo un cambio importante en la música de Swans. Gira y Swans pasaron los siguientes doce años lanzando álbumes de estudio y directos así como varios proyectos paralelos. La frustración de Gira con diversos sellos discográficos fue en aumento con el paso de los años, lo cual le llevó a disolver la banda en 1997. Sin embargo, en 2010, Gira decidió revivir a los Swans juntando a antiguos miembros con otros nuevos. Así, ese mismo año, lanzaron un nuevo álbum titulado My Father Will Guide Me Up a Rope to the Sky. Tras este, en 2012, llegaría The Seer. Un tercero, To Be Kind, fue lanzado en 2014. Los tres fueron recibiendo un reconocimiento creciente por parte de la crítica musical. The Glowing Man, el último proyecto de la banda, fue lanzado en junio de 2016.

### Carrera en solitario y Angels of Light

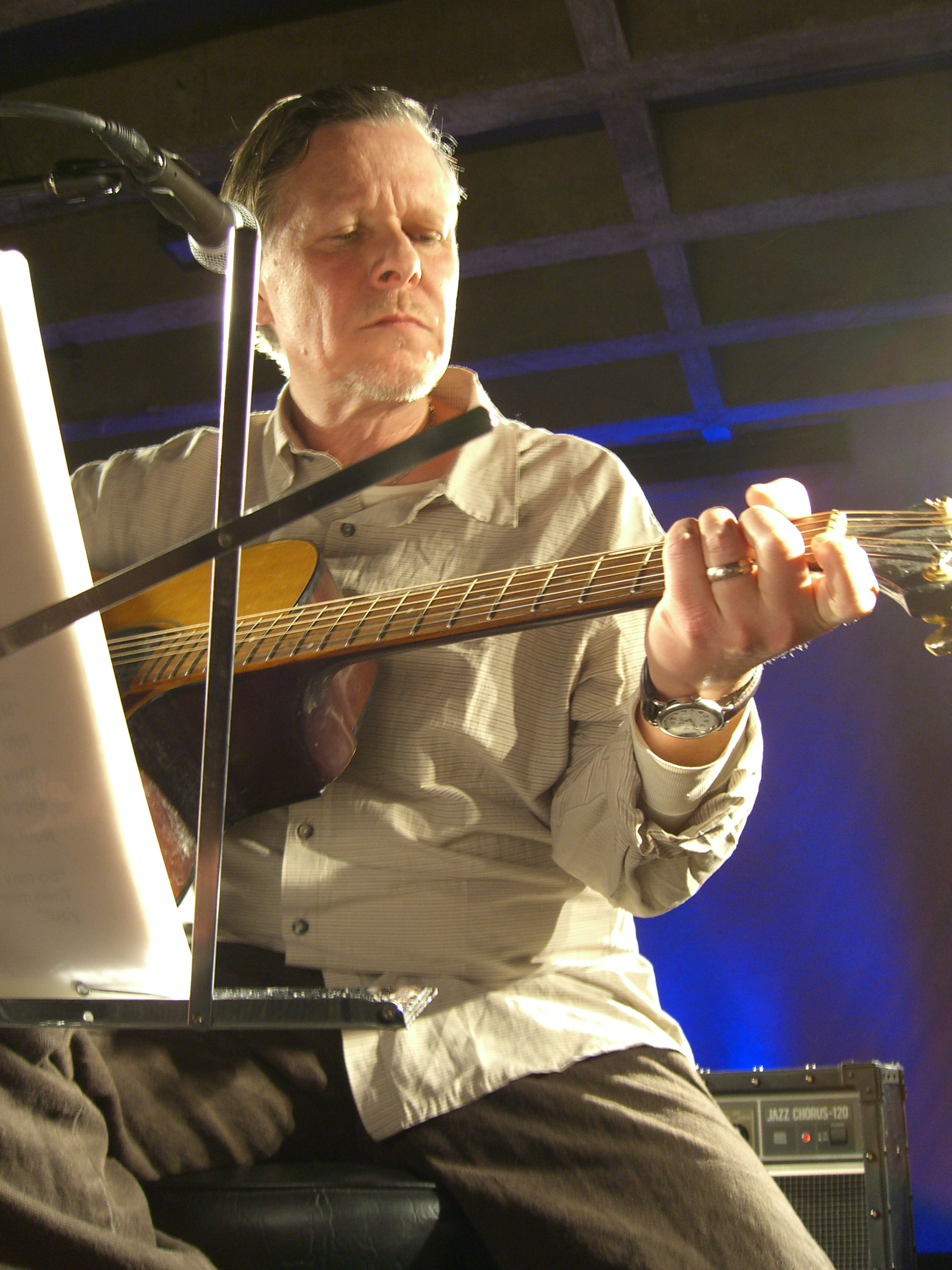
Michael Gira tocando en The Doug Fir Lounge en Portland, Oregón, el 3 de marzo de 2009

Después de disolver Swans en 1997 Gira lanzó un álbum en solitario bajo su propio nombre y emprendió un nuevo rumbo musical bajo el paraguas de Angels of Light, un grupo de corte acústico más tranquilo que los Swans.
Gira también ha dedicado tiempo a la experimentación con paisajes sonoros, sonido encontrado y bucles con el proyecto The Body Lovers / The Body Haters. También ha lanzado varios álbumes bajo su propio nombre, incluyendo Drainland (1995), un álbum de spoken word llamado The Somniloquist (2000), y What We Did (2001), una colaboración con el cantante de Windsor for the Derby Dan Matz.
Gira fundó su propio sello discográfico, Young God Records, desde el cual ha lanzado álbumes de artistas como Devendra Banhart, Mi and L'au o Akron / Family, así como de Swans, The Angels of Light y los catálogos de The Body Lovers.
Akron/Family sirvió como banda de apoyo de Gira durante la grabación y gira posterior para el álbum de 2005 de The Angels of Light, The Angels of Light Sing 'Other People'.

### Escritura
La primera colección de cuentos de Gira, The Consumer, fue publicada en 1995 por la editorial 2.13.61 de Henry Rollins. Dividida en dos partes, la primera es "El Consumidor", una serie de cuentos de principios de la década de 1990; la segunda, "Varias trampas, algunas debilidades", está compuesta en su mayor parte por poemas en prosa y viñetas, datando todas ellas del período 1983-1986. (Muchas de estas historias anteriores habían sido publicadas previamente por SST Records, como por ejemplo Selfishness, con ilustraciones de Raymond Pettibon.) Las historias contienen un gran número de imágenes y escenas perturbadoras, incluyendo incesto, pérdida de identidad, asesinato, auto-odio, violación y descomposición mental y física.
En febrero de 2018 Gira lanzó su segunda colección de cuentos, The Egg. Limitado a 2.500 copias firmadas a mano, The Egg recopila diecisiete historias escritas a lo largo de 2016. El libro va acompañado por un disco que contiene audionarraciones de un puñado de historias de The Egg así como algunas de The Consumer.

## Equipo
Michael Gira es conocido por usar una antigua guitarra electro-acústica Guild y un amplificador Roland JC-120 Jazz Chorus en sus conciertos en solitario. Con los Swans Gira ha utilizado una gran variedad de instrumentos, incluyendo guitarras acústicas Ovation y un bajo Westbury Track II durante las primeras actuaciones. Durante la época de Soundtracks for the Blind y de Swans are Dead, Gira empezó a actuar con una guitarra Gibson Lucille (convertida en su guitarra principal tras la reunión de los Swans) así como con una Gibson Les Paul. En los últimos espectáculos Gira ha empleado también amplificadores y cajas Orange, así como cajas Mesa Boogie.

## Discografía en solitario

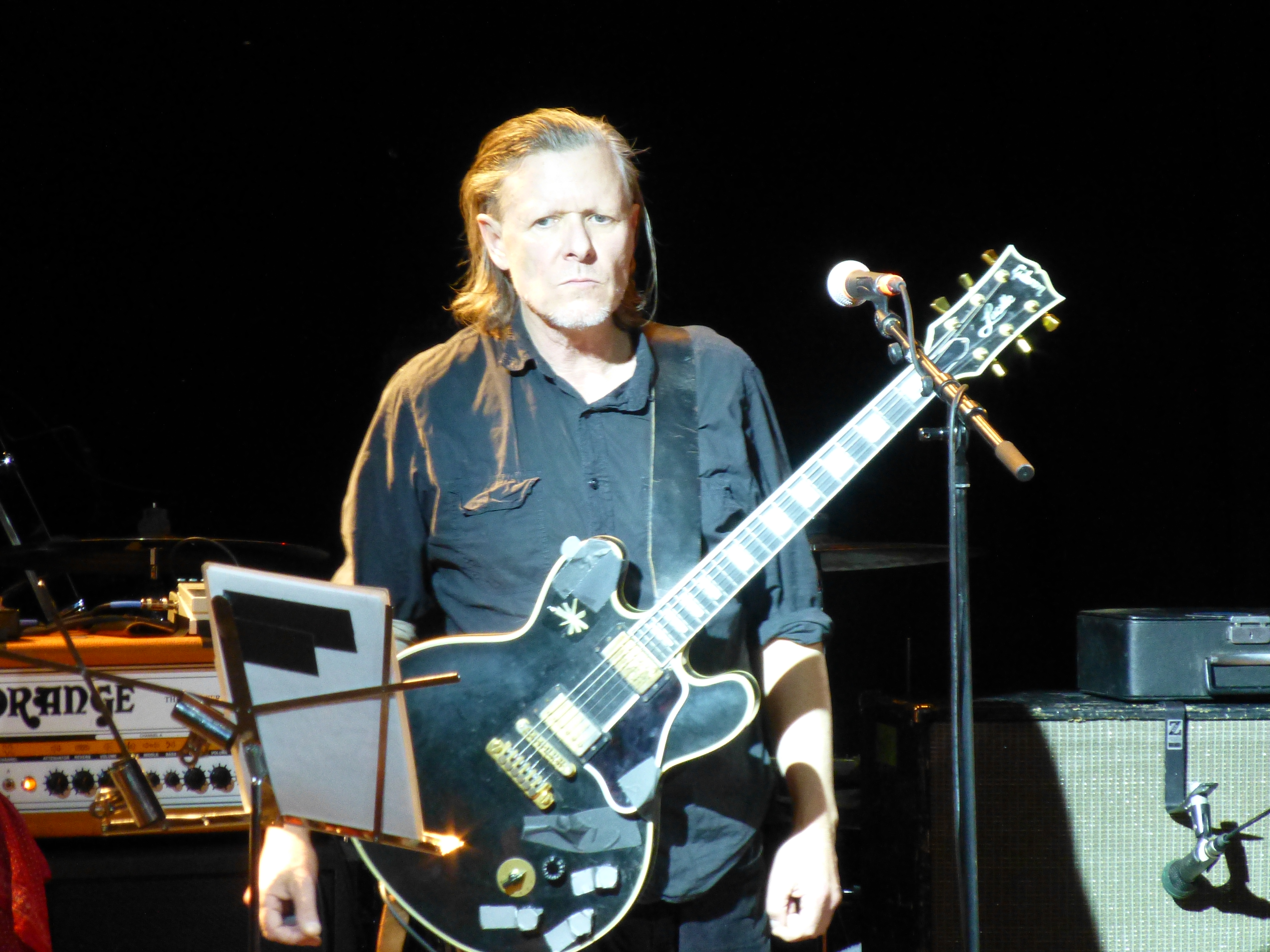
Michael Gira en el escenario de la sala Stylus, situada en el campus de la Universidad de Leeds, el 5 de abril de 2013

| Year | Title                                                   | Label                          |
| ---- | ------------------------------------------------------- | ------------------------------ |
| 1985 | A Diamond Hidden in the Mouth of a Corpse (compilation) | Giorno Poetry Systems          |
| 1988 | Shame, Humility, Revenge                                | Product Inc.                   |
| 1995 | Drainland                                               | Sub Rosa/Alternative Tentacles |
| 1999 | Jarboe Emergency Medical Fund (live)                    |                                |
| 2000 | Somniloquist                                            | Young God Records              |
| 2001 | What We Did (with Dan Matz)                             | Young God Records              |
| 2001 | Solo Recordings at Home                                 | Young God Records              |
| 2002 | Living '02                                              | Young God Records              |
| 2004 | I Am Singing To You from My Room                        | Young God Records              |
| 2006 | Songs for a Dog                                         | Lumberton Trading Co.          |
| 2010 | I Am Not Insane                                         | Young God Records              |
| 2016 | I Am Not This                                           | Young God Records              |

## Saber más
- Neal, Charles, ed. (1987). Tape Delay: Confessions from the Eighties Underground (en inglés). SAF Publishing Ltd. pp. 93-103.